# Almir José Gil
Almir José Gil ou simplesmente Almir (Florianópolis, 28 de setembro de 1953) é um ex-futebolista brasileiro e atuava como volante.

## Carreira
Formou-se nas categorias de base do Figueirense, iniciou sua carreira ainda como amador, em 1970. Passou à profissional em 1972, sendo campeão catarinense em 72 e 74.
Em 1976, foi transferido para o Avaí, onde trocou a meia-direita pela cabeça-de-área, e posteriormente para o Coritiba, em 1978.
Teve duas passagens pelo Coritiba, de 1978 a 1980 e de 1985 a 1987. Na primeira delas, Almir sagrou-se bicampeão paranaense de 1978-1979, e o clube foi semifinalista do Campeonato Brasileiro por duas vezes, em 1979 e 1980. Na segunda, foi um dos atletas essenciais para a conquista do Campeonato Brasileiro de 1985, sendo capitão, e conquistou seu terceiro Campeonato Paranaense, em 1986. A última partida em que atuou na equipe foi entre Coritiba e Internacional pelo Campeonato Brasileiro de 1986. Ao todo, fez 208 jogos pelo clube.
Em 14 de julho de 1980, foi para o São Paulo, numa troca com Vianna. Ainda em 1980, jogou 28 vezes pelo clube, conquistou o título de campeão estadual e ainda foi convocado para integrar a Seleção Paulista. Ficou no clube até 1983.
Atuou pela Portuguesa em 1983 e 1984.
Encerrou a sua carreira no Avaí em 1989.
Formou-se em Educação Física em 1976.
Tornou-se auxiliar técnico e professor das escolinhas de futebol do Figueirense.

## Títulos
Figueirense
- Campeão Catarinense: 1972 e 1974

Coritiba
- Campeonato Brasileiro: 1985
- Campeonato Paranaense: 1978, 1979, 1986 e 1989

Avaí
- Campeonato Catarinense: 1988

São Paulo
- Campeonato Paulista: 1980[10] e 1981